# Manuel Hilario Ayuso Iglesias
Manuel Hilario Ayuso Iglesias (El Burgo de Osma, 14 de enero de 1880-Madrid, 20 de septiembre de 1944) fue un político republicano, catedrático, abogado, historiador, antropólogo, periodista, filósofo y poeta español.

## Biografía
Nació el 14 de enero de 1880 en la localidad soriana de El Burgo de Osma, en el seno de una familia acomodada. Tras cursar estudios básicos en Soria, se trasladó a Madrid, en cuya universidad simultanearía estudios de Derecho y Filosofía y Letras. Más adelante, realizaría una tesis doctoral en dicha universidad titulada Erotismo: estudio sociológico, bajo la dirección de Manuel Sales Ferré. Abogado de profesión, Ayuso destacaría como periodista —fundó un periódico, La Idea— y como docente.
A temprana edad se incorporó al Partido Republicano Federal. Ocupando una cátedra del Instituto de Montilla (Córdoba), en las elecciones de 1914 fue elegido diputado a Cortes por esta circunscripción, revalidando acta por el mismo distrito en los comicios de 1916 y 1919. No logró renovar su escaño en los comicios de 1920, y aunque al año siguiente intentó postular su candidatura a senador por la provincia de Soria, fracasaría en este propósito. En las elecciones de 1923 obtendría acta de diputado por el distrito de El Burgo de Osma. Tras la implantación de la dictadura de Miguel Primo de Rivera abandonaría temporalmente la actividad política y pasó a impartir clases en la universidad de Madrid. En 1926 sería, junto a otros destados políticos, uno de los firmantes de un manifiesto mediante el cual se constituyó la plataforma «Alianza Republicana».
Se exilió a Francia en 1929, si bien regresaría tras la proclamación de la Segunda República. se presentó a las Elecciones de junio de 1931 por el Partido Republicano Federal en la provincia de Córdoba y Soria, alcanzando acta de diputado por esta última. Aportó con sus intervenciones sugerencias para la redacción de la nueva Constitución en materias como la Ley del Divorcio, el sufragio femenino, el Marco Jurídico de las Autonomías o a la supresión de la Pena de Muerte. Su posición en lo que se refiere al sufragio femenino no tuvo éxito, y es de notar su férrea oposición a igualar la edad de sufragio masculino y femenino, aduciendo que la mujer no se encontraba preparada para votar antes de la menopausia, fijada a los 45 años, cuando "se fija por los tratadistas la estandarización de la edad crítica de la mujer latina". Conocida es también su postura próxima a los postulados de la Iglesia en lo que se refiere al divorcio, postura que no se reflejó en la ley del divorcio de la Segunda República.
Sus aspiraciones políticas en esta legislatura, pese a las escisiones que hubo en su partido, no se truncaron y se volvió a presentar en 1933 en las Elecciones a Cortes por la provincia de Soria, no consiguiendo alcanzar el acta de diputado. Discrepó de los gobernantes radicales-cedistas, por lo que quedó decepcionado como consecuencia de la luchas partidarias, acabando por rechazar la misma República. Esto motivará su exilio en París, verano de 1936. Allí vivió la guerra civil española realizando gestiones en favor de personas allegadas que estaban en las dos zonas enfrentadas.
El maduro republicano-anticlerical regresó a Madrid al finalizar el conflicto, aceptado el régimen franquista. Aunque depurado de su cátedra en la Universidad Central de Madrid, aceptó ser responsable de la Biblioteca Universitaria. Tras el final de la guerra civil atravesó un fuerte proceso de conversión al catolicismo, aceptado el pensamiento religioso llamado nacionalcatolicismo, por lo cual se le vio en misa y recibiendo los sacramentos. Ayuso falleció el 20 de septiembre de 1944, tras haber sufrido dos derrames cerebrales. Al hacer testamento, destinó una parte de sus bienes a fundar un catecumenado dirigido a los alumnos de Medicina y Filosofía de la Universidad de Madrid.